# Pedicularis hoermanniana
Pedicularis hoermanniana är en snyltrotsväxtart som beskrevs av Karl Franz Josef Malý. Pedicularis hoermanniana ingår i släktet spiror, och familjen snyltrotsväxter. Inga underarter finns listade i Catalogue of Life.